# Aszanga

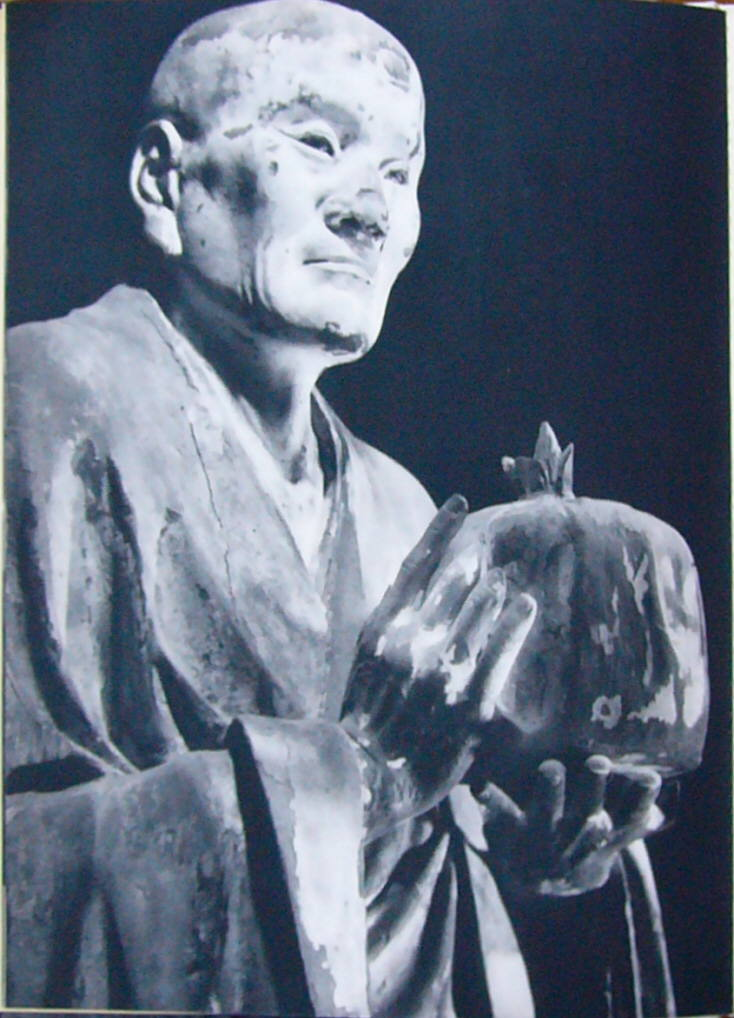
Aszanga japán faszobra 1208-ból.

Aszanga (szanszkrit: असङ्ग; tibeti: ཐོགས་མེད།; wylie: Thogs med; kínai: 無著, pinjin: Wúzhuó) az indiai jógácsára (más néven vidzsnyánaváda) iskola neves alakja. A hagyományok szerint ő és féltestvére, Vaszubandhu alapították ezt az iskolát. A testvérpár az Abhidharma tanítások kiemelkedő alakjaivá váltak.

## Élete
Aszanga apja ksatrija, anyja brahmin származású volt. Aszanga Purusapura (a mai pakisztáni Pesavar) városában született, amely akkoriban a Gandhárai királyság területén volt. A mai tudósok becslései alapján a 4. században élt. Kezdetben feltehetően a korai buddhista mahísászaka vagy a múlaszarvásztiváda iskolához tartozott, de később már a mahájána irányzat követőjévé vált. Egyes tudósok szerint Aszanga Abhidharmához készített kerettanulmánya sok mögöttes mahísázsaka vonást őrzött.
Hszüan-cang kínai buddhista szerzetes Indiai utazásairól készített feljegyzéseiben azt írja, hogy Aszanga kezdetben mahísászaka szerzetes volt, de hamarosan áttért a mahájána irányzatra. Aszanga féltestvére, Vaszubandhu a szarvásztiváda iskola szerzetese volt, de ő is a mahájánát választotta, miután Aszangával találkozott és az ő tanítványa lett.

## Meditáció és tanok
Aszanga több évet fordított mély meditációra. Úgy tartják, hogy meditációi során gyakran eljutott a buddhista kozmológiában Tusita mennyországnak nevezett birodalomba, hogy Maitréja bódhiszattva tanításait hallgassa. A hagyományok szerint a buddhista meditációval el lehet jutni a Tusitához hasonló birodalmakba.  Erről írt Paramártha, 6. századi indiai szerzetes is. Hszuan-cang hasonlókról mesél:
|  | „A hatalmas mangó ligetben öt vagy hat li (kínai mértékegység) távolságra délnyugatra a várostól (Ajodhjá), van egy régi kolostor, ahol Aszanga bodhiszattva instrukciókat kapott és a köznépnek adott útmutatást. Éjszaka felment Maitréja bodhiszattvához a Tusita mennyországba tanulmányozni a Jógácsárabhúmi-sásztrát, a Mahájána-szútra-alamkara-sásztrát, a Madhjánta-vibhága-sásztrát, stb.; nappal előadásokat tartott a nagyszerű tanításokról hatalmas közönségek előtt.” |
|  | |

Aszanga sok jógácsára értekezést írt, úgy mint a Jógácsárabhúmi-sásztra, a Mahájána-samgraha az Abhidharma-szamuccsaja és egyéb műveket. Jóllehet, akadnak ellentmondások a kínai és a tibeti hagyományok között, hogy mely műveket tekintik az ő művének és melyeket Maitréjának.

## Bibliográfia
- Keenan, John P. (1989). Asaṅga's Understanding of Mādhyamika: Notes on the Shung-chung-lun, Nemzetközi Buddhista Szövetség tanulmányainak folyóirata, 12 (1), 93-108. o.